# Alloperla erectospina
Alloperla erectospina är en bäcksländeart som beskrevs av Wu, C.F. 1938. Alloperla erectospina ingår i släktet Alloperla och familjen blekbäcksländor. Inga underarter finns listade i Catalogue of Life.